# Jinyun
Jinyun, tidigare romaniserat Tsinyün, är ett härad i östra Kina, och tillhör Lishuis stadsprefektur i provinsen Zhejiang. 
Befolkningen uppgick till 362 252 invånare vid folkräkningen år 2000, varav 55 621 invånare bodde i huvudorten Wuyun. Andra större orter i häradet (med invånarantal 2000) är Huzhen (54 866) och Xinjian (41 686). Jinyun var år 2000 indelat i nio köpingar (zhèn) och femton socknar (xiāng).